# 4946 Askalaphus
4946 Askalaphus è un asteroide troiano di Giove del campo greco. Scoperto nel 1988, presenta un'orbita caratterizzata da un semiasse maggiore pari a 5,3181092 UA e da un'eccentricità di 0,0506729, inclinata di 21,86250° rispetto all'eclittica.
L'asteroide è dedicato ad Ascalafo, capitano dei Mini.